# Четырёхпятнистый мертвоед
Четырёхпятнистый мертвоед, или четырёхточечный мертвоед (лат. Dendroxena (= Xylodrepa) quadripunctata) — вид жуков из семейства Мертвоеды.

## Описание
Длина тела 12—15 мм. Низ тела, голова, усики и ноги тёмные, чёрные, блестящие. Широкие распластанные бока переднеспинки и все надкрылья буровато-желтые. Щиток и плечевой бугорок чёрные. Переднеспинка с продольной широкой чёрной полосой посередине. Каждое надкрылье несет на себе 2 чёрных пятна — вблизи плеча и на предвершинном бугре. Концы мандибул простые.

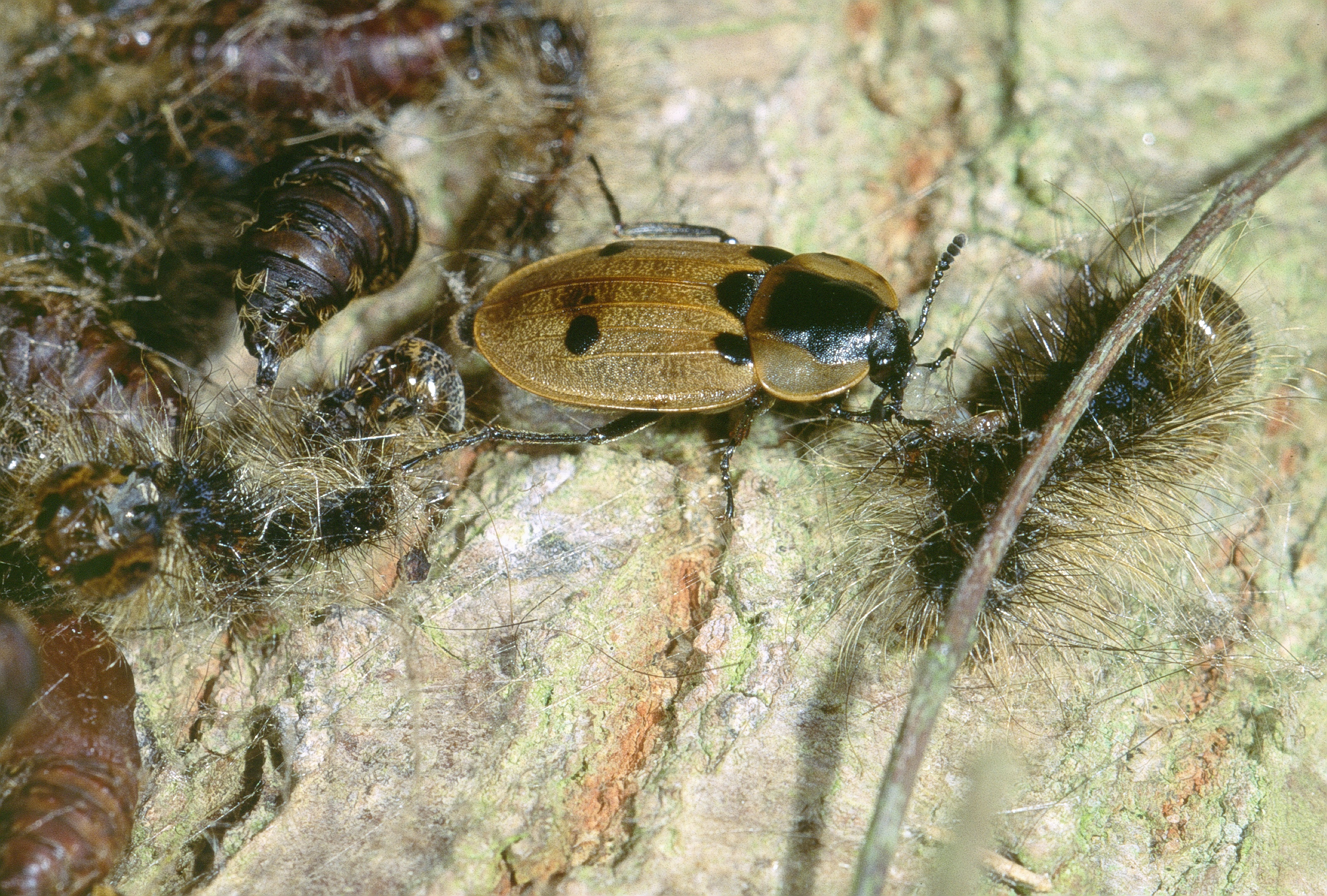
Мертвоед четырёхточечный

## Образ жизни
Энтомофаг. Является одним из немногих мертвоедов-хищников. Жуки и личинки хищники — питаются гусеницами бабочек, в том числе походного шелкопряда и златогузки.

## Ареал и местообитания
Центральная и Южная Европа, юг и центр европейской части России, Азия (Западная Сибирь) Вид заселяет широколиственные леса.